# Ramat ha-Szaron
Ramat ha-Szaron (hebr. רמת השרון; arab. رمات هشارون; ang. Ramat HaSharon; pol. Wzgórze Szaronu) – miasto położone w Dystrykcie Tel Awiwu w Izraelu. Leży na równinie Szaron nad Morzem Śródziemnym, w zespole miejskim Gusz Dan.

## Położenie

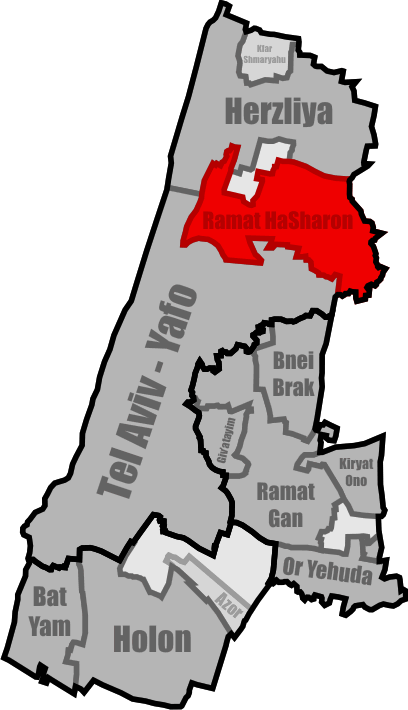
Lokalizacja Ramat ha-Szaron w metropolii Gusz Dan

Ramat ha-Szaron położony na kontynencie azjatyckim, na wschodnim wybrzeżu Morza Śródziemnego 32°08′14″N 34°50′34″E/32,137222 34,842778. Miasto leży na nadmorskiej równinie Szaron, na historycznej drodze lądowej łączącej Europę, Azję i Afrykę.
Ramat ha-Szaron leży w otoczeniu miast Petach Tikwa, Tel Awiw-Jafa, Herclijja i Hod ha-Szaron, kibucu Gelil Jam, oraz moszawu Giwat Chen.

### Podział administracyjny
Miasto posiada liczne osiedla mieszkaniowe: Kirjat Je’arim, Allon, Golan, Newe Rom, Newe Rasko, Newe Magen oraz Morasza.

## Środowisko naturalne
Miasto powstało na stosunkowo mało żyznych gruntach. Podczas rozbudowy miasta teren został wyrównany i obecnie większość obszaru miasta jest płaska, nie ma tutaj żadnych większych różnic wysokości.

### Klimat
Ramat ha-Szaron ma klimat śródziemnomorski, który charakteryzuje się gorącymi i wilgotnymi latami oraz chłodnymi i deszczowymi zimami. Wiosna rozpoczyna się w marcu, a w drugiej połowie maja rozpoczyna się lato. Średnia temperatura latem wynosi 26 °C, a zimą 12 °C (średnia z lat 1988–2000). Opady śniegu są rzadkością, ale zdarza się spadek temperatury do 5 °C. Największe opady deszczu występują pomiędzy październikiem a kwietniem. Suma rocznych opadów atmosferycznych wynosi 530 mm.

## Demografia
Zgodnie z danymi Izraelskiego Centrum Danych Statystycznych w 2009 roku w mieście żyło 38,9 tys. mieszkańców, w tym 98,9% stanowią Żydzi, a 1,1% inne narodowości.
Populacja miasta pod względem wieku:
| Wiek (w latach) | Procent populacji w % |
| --------------- | --------------------- |
| 0-4             | 7,5%                  |
| 5-9             | 6,4%                  |
| 10-14           | 6,6%                  |
| 15-19           | 7,5%                  |
| 20-29           | 13,6%                 |
| 30-44           | 18,4%                 |
| 45-59           | 19,3%                 |
| ponad 60        | 20,7%                 |

Źródło danych: Central Bureau of Statistics.

## Historia
Decyzję o założeniu nowej osady rolniczej w tym miejscu podjęto w 1922, jednak pierwsi osadnicy zamieszkali tutaj dopiero w 1923. Był to moszaw, który nazywał się wówczas Ir Shalom (pol. Miasto Pokoju). Zamieszkali w niej żydowscy imigranci z Polski i Litwy. W 1932 zmieniono nazwę na Kefar Ramat Ha-Szaron. Nazwa „Kfear” została oficjalnie usunięta po kilku latach.
Pod koniec 1945 rozpoczął się gwałtowny rozwój osady, która w 1949 otrzymała status samorządu lokalnego. Pod koniec lat 60. miasteczko zmieniło swój charakter, z osady rolniczej na typowe osiedle podmiejskie aglomeracji miejskiej Tel Awiw. Zamieszkało tutaj wielu bogatych Izraelczyków oraz wysocy stopniami oficerowie Sił Obronnych Izraela. 20 stycznia 2003 Ramat ha-Szaron otrzymało prawa miejskie.

## Architektura

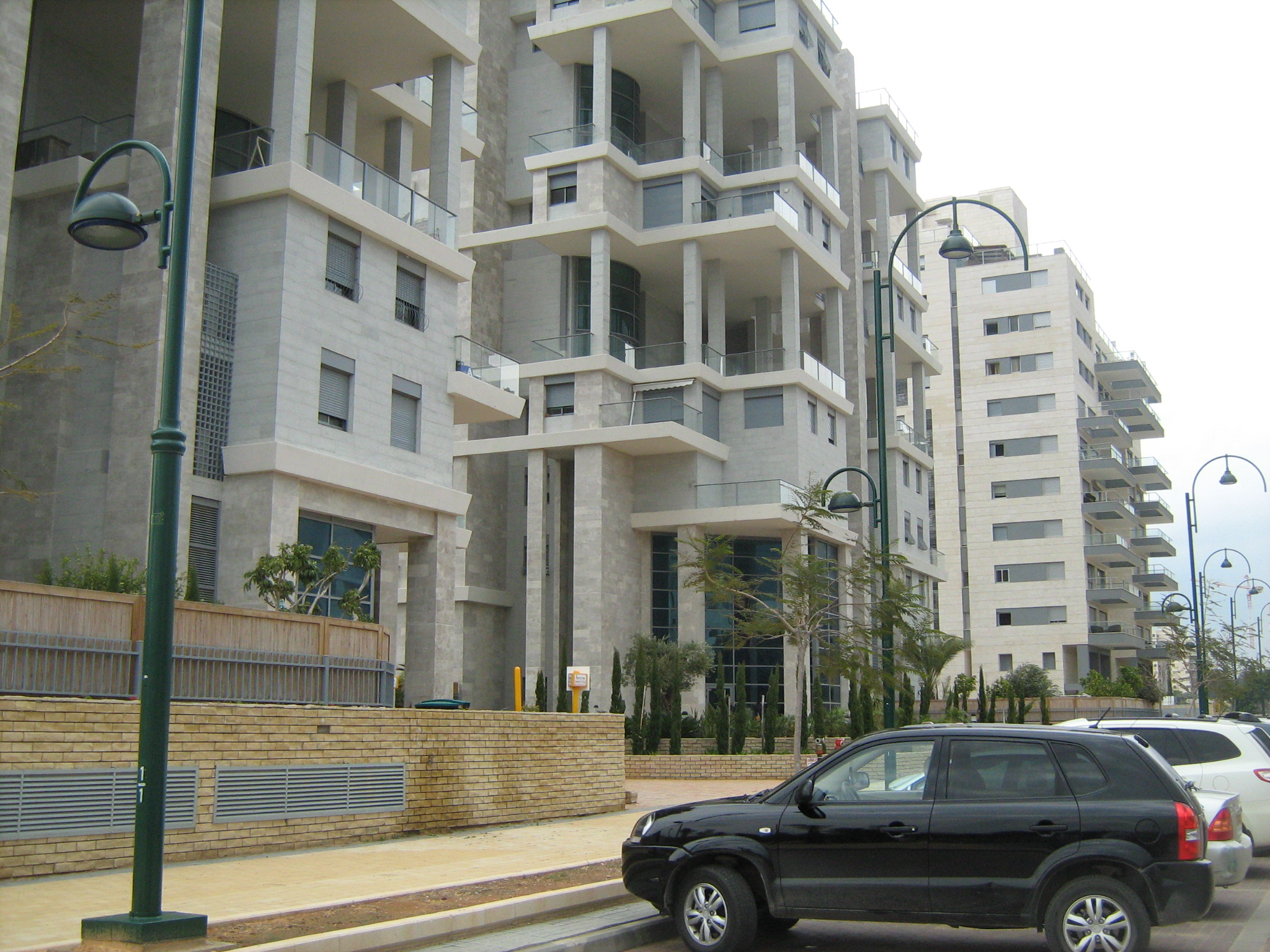
Nowoczesna zabudowa Ramat ha-Szaron

Ramat ha-Szaron w większości składa się z nowoczesnych osiedli mieszkaniowych. Gęsta zabudowa mieszkaniowa sprawia, że północna granica miasta (z Herzliją) staje się niewidoczna.

## Kultura

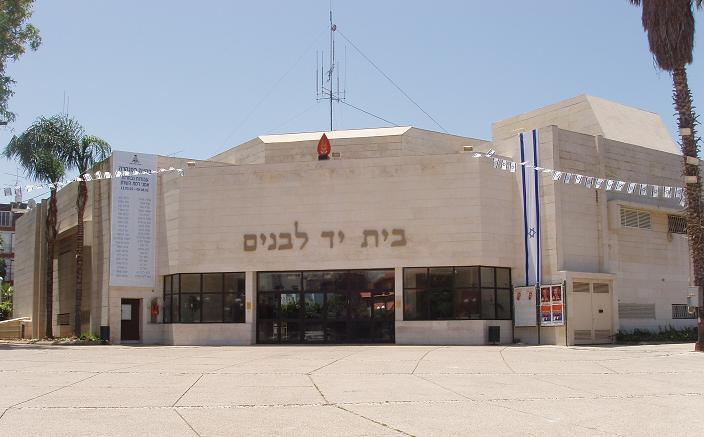
Yad LaBanim w Ramat ha-Szaron

Szczególnym obiektem położonym w Ramat ha-Szaron jest budynek Yad LaBanim (pol. Pomnik dla Synów). Jest to pomnik-muzeum poświęcone pamięci poległych żołnierzy, pełniące jednocześnie funkcję bibliotek miejskiej.
Innymi ciekawymi miejscami w mieście są park rzeźb oraz kompleks kinowy Cinema City.

## Edukacja i nauka
W mieście znajduje się niezależna profesjonalna szkoła muzyczna Rimon School of Jazz and Contemporary Music (hebr. בית ספר לג'אז ולמוזיקה בת זמננו רמת השרון). Między 1977 i 1995 roku miasto było siedzibą Akademii HaMidrasha sztuki. Z innych szkół średnich można wymienić: Igal Alon High School, Rotberg High School oraz Kalman Junior High School.
Jest tutaj także religijne centrum edukacyjne Chabad of Ramat Hasharon.

## Sport i rekreacja
Ramat ha-Szaron jest siedzibą założonego w 1976 Izraelskiego Centrum Tenisu (hebr. המרכז לטניס בישראל) w którym są organizowane liczne międzynarodowe i krajowe turnieje tenisowe. Kompleks obiektów sportowych obejmuje 24 podświetlone korty tenisowe wraz z widowniami mogącymi pomieścić 4,5 tys. widzów. Centralna administracja stowarzyszenia zarządza 13 innymi ośrodkami tenisowymi położonymi w całym kraju.
W mieście jest kobieca drużyna koszykarska Electra Ramat ha-Szaron, która jest jedna z najlepszych w kraju i byłym mistrzem Europy. Tutejszą drużyną piłkarską jest Hapoel Ironi Nir Ramat ha-Szaron, grający w drugiej izraelskiej lidze.

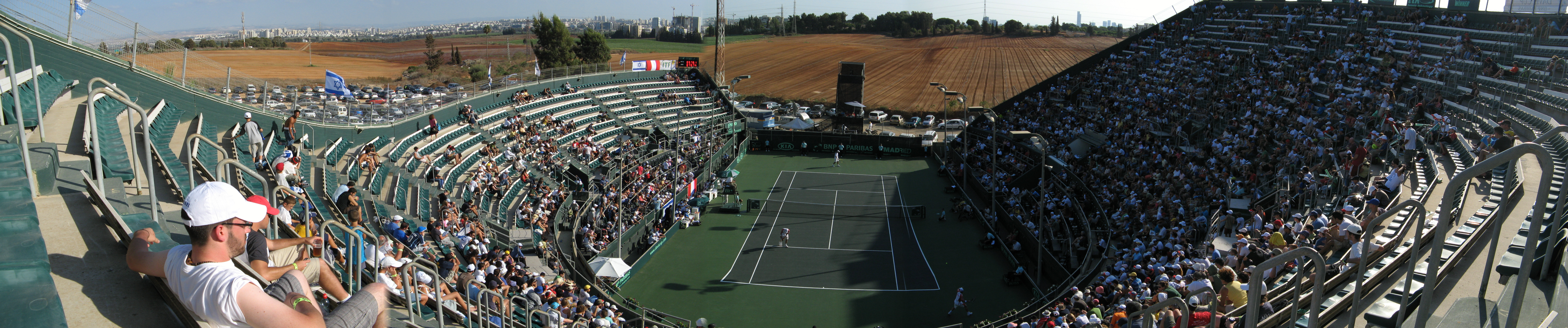
Izraelskie Centrum Tenisu w Ramat ha-Szaron

## Gospodarka

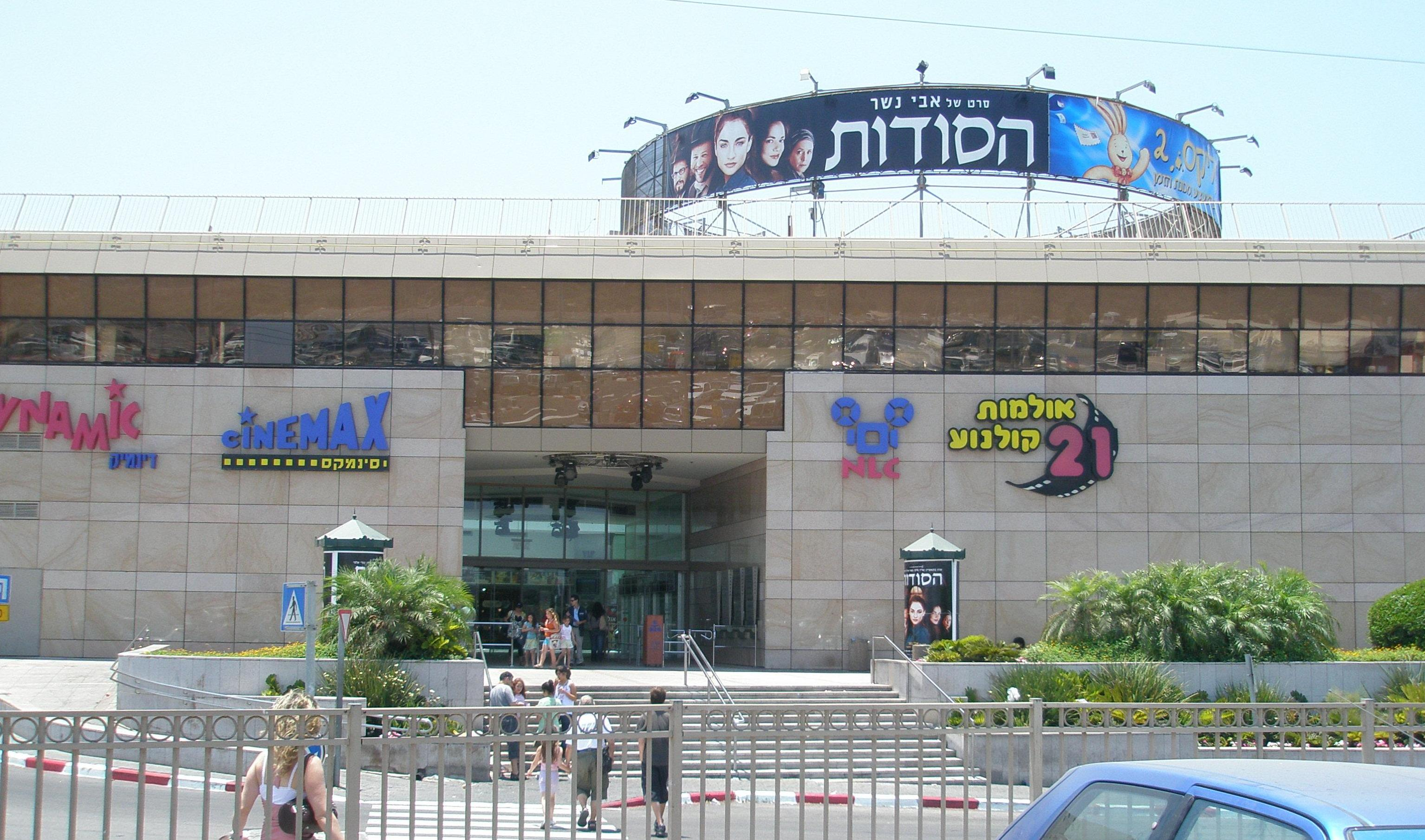
Cinema City w Ramat ha-Szaron.

Rozwój Ramat ha-Szaron jest ograniczony przez obecność dwóch dużych przedsiębiorstw. Jednym jest największa w Izraelu stacja paliw i gazu, natomiast drugim jest główna siedziba izraelskiego koncernu zbrojeniowego Israel Military Industries (IMI). Koncern produkuje wszelkiego rodzaju amunicję dla broni maszynowej, artylerii, czołgów i broni rakietowych. Amunicja jest dostosowana do standardów NATO, dzięki czemu realizowane są dostawy dla armii Stanów Zjednoczonych i innych z bloku wojskowego NATO. Koncern realizuje także liczne projekty związane z produkcją ciężkiego sprzętu wojskowego (uzbrojenie dla czołgów, pojazdy opancerzone itp.).
W mieście znajdują się także zakłady spożywcze Tnuva Food Industries, będące jednymi z największych w Izraelu. Zakłady mleczarskie produkują między innymi jogurty, masło, napoje sojowe i sery. Produkuje się tutaj produkty znanej w Izraelu mleczarskiej marki Yoplait.
Na wschód od miasta znajduje się strefa przemysłowa Gilot.

## Transport
Wzdłuż zachodniej granicy miasta przebiega autostrada nr 20  (Riszon le-Cijjon-Riszpon), brak jednak możliwości bezpośredniego wjazdu na nią. Przez centrum miasta przebiega droga nr 482 , którą jadąc na północ dojeżdża się do miasta Herclijja, a na południe dojeżdża się do autostrady nr 5  (Tel Awiw-Ariel) i miasta Tel Awiw-Jafa. Przez wschodnią krawędź miasta przebiega droga ekspresowa nr 4  (Erez–Kefar Rosz ha-Nikra).
Transport w mieście jest obsługiwany tylko przez autobusy. Będąc częścią aglomeracji miejskiej Gusz Dan, wszystkie linie autobusowe wychodzą poza granice miasta, tworząc dogodne połączenia z sąsiednimi miastami. Największą liczbę linii autobusowych w mieście obsługują Dan Bus Company i Egged.

## Wojsko
We wschodniej części miasta znajduje się duży kompleks izraelskiego koncernu zbrojeniowego Israel Military Industries (IMI). Przy zakładach znajduje się tajny poligon, na którym przeprowadza się próby i testy najnowocześniejszego uzbrojenia.

## Miasta partnerskie
- Saint-Maur-des-Fossés, Francja
- Dunkierka, Francja
- Georgsmarienhütte, Niemcy
- Tallahassee, USA